# Rally de Chile de 2019
El Rally de Chile de 2019, oficialmente Copec Rally Chile 2019, fue la primera edición y la sexta ronda de la temporada 2019 del Campeonato Mundial de Rally. Se disputó del 9 al 12 de mayo y contó con un itinerario de diecisiete tramos sobre tierra que sumaron un total de 325,70 km cronometrados. Fue también la sexta ronda de los campeonato WRC 2 y WRC 2 Pro. Por primera vez en su historia el WRC visitó tierra chilenas, siendo el tercer país de Sudamérica en hacerlo tras Argentina (1980) y Brasil (1981) y el sexto del continente americano. La organización usó su experiencia en el Rally Mobil para en 2016 hacer su primera presentación oficial y recibir en 2017 la visita de los comisarios que dieron el visto bueno para en 2018 convertirlo en «evento candidato». El trayecto planificado visitó la Región del Biobío con centro en Concepción.

## Lista de inscritos
| Num.                  | Piloto               | Copiloto               | Automóvil             | Equipo                  | Neumático |
| --------------------- | -------------------- | ---------------------- | --------------------- | ----------------------- | --------- |
| 1                     | Sébastien Ogier      | Julien Ingrassia       | Citroën C3 WRC        | Citroën Total WRT       | M         |
| 3                     | Teemu Suninen        | Marko Salminen         | Ford Fiesta WRC       | M-Sport Ford WRT        | M         |
| 4                     | Esapekka Lappi       | Janne Ferm             | Citroën C3 WRC        | Citroën Total WRT       | M         |
| 5                     | Kris Meeke           | Sebastian Marshall     | Toyota Yaris WRC      | Toyota Gazoo Racing WRT | M         |
| 8                     | Ott Tänak            | Martin Järveoja        | Toyota Yaris WRC      | Toyota Gazoo Racing WRT | M         |
| 10                    | Jari-Matti Latvala   | Miikka Anttila         | Toyota Yaris WRC      | Toyota Gazoo Racing WRT | M         |
| 11                    | Thierry Neuville     | Nicolas Gilsoul        | Hyundai i20 Coupe WRC | Hyundai Shell Mobis WRT | M         |
| 19                    | Sébastien Loeb       | Daniel Elena           | Hyundai i20 Coupe WRC | Hyundai Shell Mobis WRT | M         |
| 33                    | Elfyn Evans          | Scott Martin           | Ford Fiesta WRC       | M-Sport Ford WRT        | M         |
| 89                    | Andreas Mikkelsen    | Anders Jæger           | Hyundai i20 Coupe WRC | Hyundai Shell Mobis WRT | M         |
| 21                    | Gus Greensmith       | Elliott Edmondson      | Ford Fiesta R5        | M-Sport Ford WRT        | M         |
| 22                    | Kalle Rovanperä      | Jonne Halttunen        | Škoda Fabia R5        | Škoda Motorsport        | M         |
| 23                    | Mads Østberg         | Torstein Eriksen       | Citroën C3 R5         | Citroën Total           | M         |
| 24                    | Marco Bulacia        | Fabián Cretu           | Škoda Fabia R5        | Škoda Motorsport        | M         |
| 37                    | Lorenzo Bertelli     | Simone Scattolin       | Ford Fiesta WRC       | M-Sport Ford WRT        | M         |
| 41                    | Benito Guerra Jr.    | Jaime Zapata           | Škoda Fabia R5        | Benito Guerra Jr.       | M         |
| 42                    | Alberto Heller       | José Díaz              | Ford Fiesta R5        | Alberto Heller          | M         |
| 43                    | Kajetan Kajetanowicz | Maciek Szczepaniak     | Volkswagen Polo GTI   | Kajetan Kajetanowicz    | M         |
| 44                    | Takamoto Katsuta     | Daniel Barritt         | Ford Fiesta R5        | Takamoto Katsuta        | P         |
| 45                    | Pedro Heller         | Marc Martí             | Ford Fiesta R5        | Pedro Heller            | M         |
| 46                    | Paulo Nobre          | Gabriel Morales        | Škoda Fabia R5        | Paulo Nobre             | P         |
| 47                    | Emilio Fernández     | Joaquin Riquelme       | Škoda Fabia R5        | Emilio Fernández        | M         |
| 48                    | Benjamín Israel      | Marcelo Der Ohannesian | Citroën C3 R5         | Benjamín Israel         | M         |
| 49                    | Vicente Israel       | Matías Ramos           | Citroën C3 R5         | Vicente Israel          | M         |
| 50                    | Samuel Israel        | Nicolás García         | Citroën C3 R5         | Samuel Israel           | M         |
| 51                    | Jorge Martínez       | Alberto Álvarez        | Škoda Fabia R5        | Jorge Martínez          | M         |
| 52                    | Alejandro Cancio     | Santiago García        | Škoda Fabia R5        | Alejandro Cancio        | M         |
| 53                    | Cristóbal Vidaurre   | Ruben García           | Citroën C3 R5         | Cristóbal Vidaurre      | M         |
| 54                    | Felipe Rossi         | Luis Allende           | Ford Fiesta R5        | Felipe Rossi            | M         |
| 55                    | Francisco López      | Nicolás Levalle        | Peugeot 208 T16 R5    | Francisco López         | M         |
| 56                    | Germán Lyon          | Ignacio Uez            | Citroën DS3 R5        | Germán Lyon             | M         |
| 57                    | Eduardo Castro       | Julio Echazú           | Citroën C3 R5         | Eduardo Castro          | M         |
| 58                    | Martín Scuncio       | Javiera Román          | Hyundai i20 R5        | Martín Scuncio          | M         |
| 59                    | Tomas Etcheverry     | Sebastián Vera         | Hyundai i20 R5        | Tomas Etcheverry        | M         |
| Fuente: rallymobil.cl |                      |                        |                       |                         |           |

## Resultados

### Itinerario
| Día                      | Tramo | Nombre                    | Distancia | Ganador de la etapa           | Automóvil             | Tiempo  | Líder de la general           |
| ------------------------ | ----- | ------------------------- | --------- | ----------------------------- | --------------------- | ------- | ----------------------------- |
| Día 1 (9 mayo)           | —     | Pinares (Shakedown)       | 6.45 km   | Andreas Mikkelsen             | Hyundai i20 Coupe WRC | 4:46.4  | —                             |
| Día 2 (10 mayo)          | SS1   | El Pinar 1                | 17.11 km  | Kris Meeke Jari-Matti Latvala | Toyota Yaris WRC      | 11:35.9 | Jari-Matti Latvala Kris Meeke |
| Día 2 (10 mayo)          | SS2   | El Puma 1                 | 30.72 km  | Ott Tänak                     | Toyota Yaris WRC      | 21:10.4 | Ott Tänak                     |
| Día 2 (10 mayo)          | SS3   | Espigado 1                | 22.26 km  | Thierry Neuville              | Hyundai i20 Coupe WRC | 14:23.7 | Ott Tänak                     |
| Día 2 (10 mayo)          | SS4   | El Puma 2                 | 30.72 km  | Ott Tänak                     | Toyota Yaris WRC      | 20:46.0 | Ott Tänak                     |
| Día 2 (10 mayo)          | SS5   | Espigado 2                | 22.26 km  | Ott Tänak                     | Toyota Yaris WRC      | 14:03.4 | Ott Tänak                     |
| Día 2 (10 mayo)          | SS6   | Concepción - Bicentenario | 2.20 km   | Sébastien Loeb                | Hyundai i20 Coupe WRC | 2:06.9  | Ott Tänak                     |
| Día 3 (11 mayo)          | SS7   | Río Lia 1                 | 24.90 km  | Thierry Neuville              | Hyundai i20 Coupe WRC | 13:55.1 | Ott Tänak                     |
| Día 3 (11 mayo)          | SS8   | María Las Cruces 1        | 23.09 km  | Sébastien Loeb                | Hyundai i20 Coupe WRC | 14:28.3 | Ott Tänak                     |
| Día 3 (11 mayo)          | SS9   | Pelun 1                   | 16.59 km  | Ott Tänak                     | Toyota Yaris WRC      | 10:08.9 | Ott Tänak                     |
| Día 3 (11 mayo)          | SS10  | Río Lia 2                 | 24.90 km  | Sébastien Ogier               | Citroën C3 WRC        | 13:45.1 | Ott Tänak                     |
| Día 3 (11 mayo)          | SS11  | María Las Cruces 2        | 23.09 km  | Ott Tänak                     | Toyota Yaris WRC      | 14:14.7 | Ott Tänak                     |
| Día 3 (11 mayo)          | SS12  | Pelun 2                   | 16.59 km  | Sébastien Loeb                | Hyundai i20 Coupe WRC | 10:00.6 | Ott Tänak                     |
| Día 4 (12 may)           | SS13  | Bio Bio 1                 | 14.41 km  | Kris Meeke                    | Toyota Yaris WRC      | 8:14.5  | Ott Tänak                     |
| Día 4 (12 may)           | SS14  | Lircay                    | 18.06 km  | Sébastien Ogier               | Citroën C3 WRC        | 10:13.5 | Ott Tänak                     |
| Día 4 (12 may)           | SS15  | San Nicolás               | 15.28 km  | Sébastien Loeb                | Hyundai i20 Coupe WRC | 8:08.6  | Ott Tänak                     |
| Día 4 (12 may)           | SS16  | Bio Bio 2 (Power Stage)   | 14.41 km  | Ott Tänak                     | Toyota Yaris WRC      | 7:57.3  | Ott Tänak                     |
| Fuente: ewrc-results.com |       |                           |           |                               |                       |         |                               |

## Clasificación final
| World Rally Championship | World Rally Championship | World Rally Championship | World Rally Championship | World Rally Championship | World Rally Championship | World Rally Championship | World Rally Championship |
| Pos.                     | Piloto                   | Copiloto                 | Automóvil                | Equipo                   | Neumático                | Tiempo                   | Puntos                   |
| ------------------------ | ------------------------ | ------------------------ | ------------------------ | ------------------------ | ------------------------ | ------------------------ | ------------------------ |
| 1                        | Ott Tänak                | Martin Järveoja          | Toyota Yaris WRC         | Toyota Gazoo Racing WRT  | M                        | 3:15:53.8                | 25+5                     |
| 2                        | Sébastien Ogier          | Julien Ingrassia         | Citroën C3 WRC           | Citroën Total WRT        | M                        | +23.1                    | 18+4                     |
| 3                        | Sébastien Loeb           | Daniel Elena             | Hyundai i20 Coupe WRC    | Hyundai Shell Mobis WRT  | M                        | +30.2                    | 15+2                     |
| 4                        | Elfyn Evans              | Scott Martin             | Ford Fiesta WRC          | M-Sport Ford WRT         | M                        | +1:36.7                  | 12                       |
| 5                        | Teemu Suninen            | Marko Salminen           | Ford Fiesta WRC          | M-Sport Ford WRT         | M                        | +3:15.6                  | 10                       |
| 6                        | Esapekka Lappi           | Janne Ferm               | Citroën C3 WRC           | Citroën Total WRT        | M                        | +3:45.4                  | 8                        |
| 7                        | Andreas Mikkelsen        | Anders Jæger             | Hyundai i20 Coupe WRC    | Hyundai Shell Mobis WRT  | M                        | +4:39.0                  | 6                        |
| 8                        | Kris Meeke               | Sebastian Marshall       | Toyota Yaris WRC         | Toyota Gazoo Racing WRT  | M                        | +7:33.4                  | 4+1                      |
| 9                        | Kalle Rovanperä          | Jonne Halttunen          | Škoda Fabia R5           | Škoda Motorsport         | M                        | +7:52.5                  | 2                        |
| 10                       | Mads Østberg             | Torstein Eriksen         | Citroën C3 R5            | Citroën Total            | M                        | +8:16.1                  | 1                        |
| 11                       | Jari-Matti Latvala       | Miikka Anttila           | Toyota Yaris WRC         | Toyota Gazoo Racing WRT  | M                        | +10:59.2                 | 0+3                      |
| Fuente: ewrc-results.com |                          |                          |                          |                          |                          |                          |                          |

| World Rally Championship 2 Pro | World Rally Championship 2 Pro | World Rally Championship 2 Pro | World Rally Championship 2 Pro | World Rally Championship 2 Pro | World Rally Championship 2 Pro | World Rally Championship 2 Pro | World Rally Championship 2 Pro |
| Pos.                           | Piloto                         | Copiloto                       | Automóvil                      | Equipo                         | Neumático                      | Tiempo                         | Puntos                         |
| ------------------------------ | ------------------------------ | ------------------------------ | ------------------------------ | ------------------------------ | ------------------------------ | ------------------------------ | ------------------------------ |
| 1 (9.)                         | Kalle Rovanperä                | Jonne Halttunen                | Škoda Fabia R5                 | Škoda Motorsport               | M                              | 3:23:46.3                      | 25                             |
| 2 (10.)                        | Mads Østberg                   | Torstein Eriksen               | Citroën C3 R5                  | Citroën Total                  | M                              | +23.6                          | 18                             |
| 3 (12.)                        | Gus Greensmith                 | Elliott Edmondson              | Ford Fiesta R5                 | M-Sport Ford WRT               | M                              | +3:49.0                        | 15                             |
| 4 (15.)                        | Marco Bulacia                  | Fabián Catu                    | Škoda Fabia R5                 | Škoda Motorsport               | M                              | +5:42.3                        | 12                             |
| World Rally Championship 2     |                                |                                |                                |                                |                                |                                |                                |
| Pos.                           | Piloto                         | Copiloto                       | Automóvil                      | Equipo                         | Neumático                      | Tiempo                         | Puntos                         |
| 1 (14.)                        | Takamoto Katsuta               | Daniel Barritt                 | Ford Fiesta R5                 | Takamoto Katsuta               | P                              | 3:29:26.7                      | 25                             |
| 2 (16.)                        | Benito Guerra Jr.              | Jaime Zapata                   | Škoda Fabia R5                 | Benito Guerra Jr.              | M                              | +3:06.1                        | 18                             |
| 3 (17.)                        | Alejandro Cancio               | Santiago García                | Škoda Fabia R5                 | Alejandro Cancio               | M                              | +5:07.2                        | 15                             |
| 4 (18.)                        | Cristóbal Vidaurre             | Ruben García                   | Citroën C3 R5                  | Cristóbal Vidaurre             | M                              | +5:27.3                        | 12                             |
| 5 (19.)                        | Samuel Israel                  | Nicolás García                 | Citroën C3 R5                  | Samuel Israel                  | M                              | +6:37.7                        | 10                             |
| 6 (20.)                        | Vicente Israel                 | Matías Ramos                   | Citroën C3 R5                  | Vicente Israel                 | M                              | +7:51.2                        | 8                              |
| 7 (21.)                        | Paulo Nobre                    | Gabriel Morales                | Škoda Fabia R5                 | Paulo Nobre                    | P                              | +15:30.5                       | 6                              |
| 8 (22.)                        | Eduardo Castro                 | Julio Echazú                   | Citroën C3 R5                  | Eduardo Castro                 | M                              | +18:35.0                       | 4                              |
| 9 (23.)                        | Francisco López                | Nicolás Levalle                | Peugeot 208 T16 R5             | Francisco López                | M                              | +27:15.3                       | 2                              |
| 10 (28.)                       | Pedro Heller                   | Marc Martí                     | Ford Fiesta R5                 | Pedro Heller                   | M                              | +45:55.0                       | 1                              |
| Fuente: ewrc-results.com       |                                |                                |                                |                                |                                |                                |                                |

## Clasificaciones tras la carrera
| Posición | Piloto           | Puntos | Cambios de posición |
| -------- | ---------------- | ------ | ------------------- |
| 1        | Sébastien Ogier  | 122    | Crecimiento         |
| 2        | Ott Tänak        | 112    | Crecimiento         |
| 3        | Thierry Neuville | 110    | Decrecimiento       |
| 4        | Kris Meeke       | 59     | Sin cambios         |
| 5        | Elfyn Evans      | 55     | Sin cambios         |

| Posición | Equipo                  | Puntos | Cambios de posición |
| -------- | ----------------------- | ------ | ------------------- |
| 1        | Hyundai Shell Mobis WRT | 178    | Sin cambios         |
| 2        | Toyota Gazoo Racing WRT | 149    | Sin cambios         |
| 3        | Citroën Total WRT       | 143    | Sin cambios         |
| 4        | M-Sport Ford WRT        | 100    | Sin cambios         |